# Lasowice (powiat lubiński)
Lasowice (niem. Lehsewitz) – wieś w Polsce położona w województwie dolnośląskim, w powiecie lubińskim, w gminie Ścinawa. W latach 1975–1998 miejscowość należała administracyjnie do województwa legnickiego.

## Nazwa
Według niemieckiego językoznawcy Heinricha Adamy’ego nazwa miejscowości pochodzi od polskiej nazwy las. W swoim dziele o nazwach miejscowych na Śląsku wydanym w 1888 roku we Wrocławiu wymienia nazwę miejscowości Lesowitz podając jej znaczenie „Dorf im Busch” czyli po polsku „Wieś w krzakach, zaroślach”.

## Zabytki
Do wojewódzkiego rejestru zabytków wpisane są:
- park, z pierwszej połowy XIX w.